# Матеус Нортон
Матеус Нортон Гомес Чавес або просто Матеус Нортон (порт.-браз. Mateus Norton Gomes Chaves; нар. 19 липня 1996, Кампу-Бум, Ріу-Гранді-ду-Сул, Бразилія) — бразильський футболіст, півзахисник луганської «Зорі».

## Життєпис
Виступав у молодіжній команді «Айморе», згодом був переведений до першої команди. У 2016 році зіграв 12 матчів та відзначився 3-а голами в Лізі Гаушу. Після цього його придбав «Флуміненсе», який вже з наступного сезону почав підпускати молодого півзахисника до першої команди. Дебютував за нову команду 19 березня 2017 року в програному (1:3) домашньому поєдинку 2-о туру Ліги Гаушу проти «Нова Ігуасу». Матеус вийшов на поле в стартовому складі та відіграв увесь матч. У бразильській Серії A дебютував 16 червня 2017 року в програному (0:2) домашньому поєдинку 7-о туру проти «Греміо». Нортон вийшов на поле в стартовому складі та відіграв увесь матч, а на 19-й хвилині отримав жовту картку. 21 вересня 2016 року продовжив контракт з клубом до 2020 року. У складі «Флу» в Лізі Гаушу зіграв 4 матчі, в Серії A — 21 поєдинок.
У лютому 2018 року відправився в Туреччину на перегляд до луганської «Зорі». Наприкінці лютого 2019 року розірвав контракт з бразильським клубом. На початку берехня 2019 року підписав контракт з луганським клубом терміном на два з половиною роки, обрав собі футболку під 91-м ігровим номером.